# 아야베역
아야베역(일본어: 綾部駅, あやべえき)은 일본 교토부 아야베시에 있는 서일본 여객철도의 철도역이다.
모든 특급 열차가 정차하며, 마이즈루 방면으로 오가는 특급 열차와 후쿠치야마 방면으로 오가는 특급 열차가 이 곳에서 병결·분리를 하게 된다.

## 역 구조
단식·섬식 2면 3선 구조의 선상역이며, 교행 시설이 갖추어져 있다. 니시마이즈루역이 관리하는 직영역이다.
| 1·2 | ■ 산인 본선   | 상행 | 소노베 · 교토 방면                                   |                  |
| 1·2 | ■ 산인 본선   | 하행 | 후쿠치야마 · 도요오카 · 기노사키온센 방면            |                  |
| 1·2 | ■ 마이즈루 선 | -    | 니시마이즈루 · 히가시마이즈루 · 오바마 · 쓰루가 방면 |                  |
| 3   | ■ 산인 본선   | 하행 | 후쿠치야마 · 도요오카 · 기노사키온센 방면            | 보통 열차만 사용 |

## 역세권 정보
- 아야베시청사

## 역사
- 1904년 11월 3일 - 일본국유철도의 후쿠치야마 역 ~ 신마이즈루 역 (지금의 히가시마이즈루 역) 사이의 노선 개통과 동시에 개업.
- 1987년 4월 1일 - 민영화에 따라 서일본 여객철도의 소속이 되었다.
- 2021년 3월 13일 - 교통카드 ICOCA의 사용이 개시될 예정이다.

## 인접역
| 서일본 여객철도 산인 본선   | 서일본 여객철도 산인 본선 | 서일본 여객철도 산인 본선         |
| --------------------------- | ------------------------- | --------------------------------- |
| 야마가 교토 방면            | ■ 산인 본선               | 다카쓰 기노사키온센·하마사카 방면 |
| 서일본 여객철도 마이즈루 선 |                           |                                   |
| 시·종착역                   | ■ 마이즈루 선             | 후치가키 히가시마이즈루 방면      |